# Jaszcze Duże
Jaszcze Duże – przysiółek wsi Ochotnica Górna w Polsce, w województwie małopolskim, w powiecie nowotarskim, w gminie Ochotnica Dolna. Znajduje się po orograficznie prawej stronie rzeki Ochotnica, w głębokiej i wąskiej dolinie potoku Jaszcze. W dolinie tej są trzy przysiółki: Jaszcze, Jaszcze Duże i Jaszcze Małe. Ich zabudowania ciągną się wzdłuż wąskiego dna doliny, aż pod Przysłop w paśmie Gorca. Przysiółek Jaszcze Duże zajmuje środkową część tej doliny. Wzdłuż potoku Jaszcze prowadzi wąska asfaltowa szosa.
Na przysiółku Jaszcze Duże znajduje się zabytkowa kapliczka i wychodzi stąd ścieżka dydaktyczna „Na Pańską Przehybkę”.

## Szlaki turystyki pieszej
ścieżka edukacyjna „Dolina Potoku Jaszcze”: Jaszcze Duże (parking) – Jaszcze Małe – Łonna – Pańska Przehybka – Tomaśkula – Magurki – Kurnytowa Polana – Jaszcze Duże